# 新潟県の灯台一覧
新潟県の灯台一覧（にいがたけんのとうだいいちらん）は、新潟県にある灯台及び、照射灯、灯標、等の光波標識をまとめた一覧である。

## 灯台
- 阿賀野川口灯台 新潟県新潟市（阿賀野川口右岸）
- 粟島灯台 新潟県岩船郡粟島浦村（粟島小柴山）
- 角田岬灯台 新潟県新潟市（角田岬）
- 関岬灯台 新潟県佐渡市（関岬）
- 岩船港灯台 新潟県村上市（岩船三日市）
- 宮ノ埼灯台 新潟県佐渡市（宮ノ埼）
- 鴻ノ瀬鼻灯台 新潟県佐渡市（鴻ノ瀬鼻）
- 佐渡大埼灯台 新潟県佐渡市（大埼）
- 佐渡長手岬灯台 新潟県佐渡市（長手岬）
- 松浜港灯台 新潟県新潟市（松浜港第二船揚場外端）
- 城ケ鼻灯台 新潟県佐渡市（城ケ鼻）
- 新潟港臨港灯台 新潟県新潟港西区（臨海ふ頭Aふ頭北端）
- 台ケ鼻灯台 新潟県佐渡市（台ケ鼻）
- 沢崎鼻灯台 新潟県佐渡市（沢崎鼻）
- 弾埼灯台 新潟県佐渡市（弾埼）
- 鳥ケ首岬灯台 新潟県上越市（鳥ケ首岬）
- 椎谷鼻灯台 新潟県柏崎市（椎谷鼻）
- 筒石港鵜島灯台 新潟県糸魚川市（筒石港鵜島)
- 筒石港千束島灯台 新潟県糸魚川市（筒石港千束島）
- 入埼灯台 新潟県佐渡市（入埼）
- 能生港灯台 新潟県糸魚川市（弁天岩）
- 姫埼灯台 新潟県佐渡市（姫埼）
- 姫津港灯台 新潟県佐渡市（平島）
- 姫津港北口灯台 新潟県佐渡市（キタカリ島北端）
- 米山埼灯台 新潟県柏崎市（米山埼）

## 防波堤灯台
- 粟島港東防波堤灯台 新潟県岩船郡粟島浦村（粟島港東防波堤外端）
- 一港建直江津港沖防波堤北灯台 新潟県直江津港（沖防波堤北端）
- 稲鯨港西防波堤灯台 新潟県佐渡市（稲鯨港西防波堤外端）
- 稲鯨港防波堤灯台 新潟県佐渡市（稲鯨港防波堤外端）
- 羽吉港北防波堤灯台 新潟県両津港（羽吉港北防波堤外端）
- 羽茂漁港大橋南防波堤灯台 新潟県佐渡市（羽茂漁港大橋南防波堤外端）
- 羽茂港西防波堤灯台 新潟県佐渡市（羽茂港西防波堤外端）
- 浦本港東防波堤灯台 新潟県糸魚川市（浦本港東防波堤外端）
- 越後新川港西防波堤灯台 新潟県新潟市（新川港西防波堤外端）
- 間瀬港西防波堤灯台 新潟県新潟市（間瀬港西防波堤外端）
- 間瀬港防波堤灯台 新潟県新潟市（間瀬港防波堤外端）
- 岩船港沖西防波堤灯台 新潟県岩船港（沖西防波堤南端）
- 岩船港第二西防波堤灯台 新潟県岩船港（第二西防波堤外端）
- 岩船港第二西防波堤灯台　 新潟県岩船港（第二西防波堤南端）
- 岩船港東防砂堤灯台 新潟県岩船港（東防砂堤外端）
- 岩船港防砂堤灯台 新潟県岩船港（防砂堤外端）
- 江積港沖防波堤灯台 新潟県佐渡市（江積港沖防波堤外端）
- 高瀬港沖防波堤北灯台 新潟県佐渡市（高瀬港沖防波堤北端）
- 高千港第一西防波堤灯台 新潟県佐渡市（高千港第一西防波堤外端）
- 高千港防波堤灯台 新潟県佐渡市（高千港防波堤外端）
- 佐渡浦川港東防波堤灯台 新潟県佐渡市（浦川港東防波堤外端）
- 佐渡二見港防波堤灯台 新潟県佐渡市（二見港防波堤外端）
- 市振港北防波堤灯台 新潟県糸魚川市（市振港北防波堤外端）
- 寺泊港第一防波堤灯台 新潟県寺泊港（第一防波堤外端）
- 寺泊港第二防波堤灯台 新潟県寺泊港（第二防波堤外端）
- 寺泊港防波堤灯台 新潟県三島郡寺泊町（寺泊港防波堤外端）
- 出雲崎港防波堤灯台 新潟県三島郡出雲崎町（出雲崎港防波堤外端）
- 小木港琴浦沖防波堤灯台 新潟県佐渡市（小木港琴浦沖防波堤外端）
- 小木港琴浦南防波堤灯台 新潟県小木港（琴浦地区南防波堤外端）
- 小木港東第二防波堤灯台 新潟県小木港（小木港東第二防波堤外端）
- 小木港内ノ澗防波堤灯台 新潟県小木港（内ノ澗防波堤外端）
- 小木港防波堤灯台 新潟県佐渡市（小木港防波堤外端）
- 松浜港防波堤灯台 新潟県新潟市（松浜港防波堤外端）
- 寝屋港北防波堤灯台 新潟県村上市（寝屋港北防波堤外端）
- 新潟漁港南防波堤灯台 新潟県両津港（漁港南防波堤外端）
- 新潟港西区西突堤灯台 新潟県新潟港西区（西突堤外端）
- 新潟港西区第二西防波堤灯台 新潟県新潟港西区（第二西防波堤外端）
- 新潟港西区東防波堤灯台 新潟県新潟港西区（東防波堤外端）
- 新潟港東区西防波堤灯台 新潟県新潟港東区（西防波堤外端）
- 新潟港東区第二東防波堤灯台 新潟県新潟港東区（第二東防波堤外端）
- 真野港南防波堤灯台 新潟県佐渡市（真野港南防波堤外端）
- 真野湾消波堤灯台 新潟県佐渡市（真野湾消波堤東端）
- 水津港北防波堤灯台 新潟県佐渡市（水津港北防波堤外端）
- 赤泊漁港南防波堤灯台 新潟県佐渡市（赤泊漁港南防波堤外端）
- 赤泊港南防波堤灯台 新潟県佐渡市（赤泊港南防波堤外端）
- 多田港南防波堤灯台 新潟県佐渡市（多田港南防波堤外端）
- 沢根港防波堤灯台 新潟県佐渡市（沢根港防波堤外端）
- 直江津港沖防波堤北灯台 新潟県直江津港（沖防波堤北端）
- 直江津港西防波堤灯台 新潟県直江津港（西防波堤外端）
- 直江津港第二東防波堤西灯台 新潟県直江津港（第二東防波堤西端）
- 直江津港導流堤灯台 新潟県直江津港（導流堤外端）
- 直江津港導流堤北灯台 新潟県直江津港（導流堤北端）
- 椎泊港第1号沖防波堤灯台 新潟県佐渡市（椎泊港第1号沖防波堤外端）
- 東電柏崎刈羽原子力発電所南防波堤灯台 新潟県柏崎市（柏崎刈羽原子力発電所専用港南防波堤外端）
- 筒石港沖防波堤北灯台 新潟県糸魚川市（筒石港沖防波堤北端）
- 筒石港北防波堤灯台 新潟県糸魚川市（筒石港北防波堤外端）
- 内岬港深浦沖防波堤灯台 新潟県佐渡市（内岬港深浦沖防波堤外端）
- 入桑港北防波堤灯台 新潟県佐渡市（入桑港北防波堤外端）
- 能生港東防波堤灯台 新潟能生港（東防波堤外端）
- 柏崎港西防波堤灯台 新潟県柏崎港（西防波堤外端）
- 白瀬港沖防波堤南灯台 新潟県佐渡市（白瀬港沖防波堤南端）
- 白瀬港防波堤灯台 新潟県佐渡市（白瀬港防波堤外端）
- 姫川港沖防波堤東灯台 新潟県糸魚川市（姫川港沖防波堤東端）
- 姫川港西防波堤灯台 新潟県糸魚川市（姫川港西防波堤外端）
- 豊岡港北防波堤灯台 新潟県佐渡市（豊岡港北防波堤外端）
- 北狄港第二防波堤灯台 新潟県佐渡市（北狄港第二防波堤外端）
- 名立港西防波堤灯台 新潟県上越市（名立港西防波堤外端）
- 名立港第一防波堤灯台 新潟県上越市（名立港第一防波堤外端）
- 両津漁港沖防波堤南灯台 新潟県両津港（漁港沖防波堤南端）
- 両津漁港第二南防波堤灯台 新潟県両津港（漁港第2南防波堤外端）
- 両津漁港南防波堤灯台 新潟県両津港（漁港南防波堤外端）
- 両津漁港北防波堤灯台 新潟県両津港（漁港北防波堤外端）
- 両津港南防波堤灯台 新潟県両津港（両津港南防波堤外端）
- 両津港防波堤灯台 新潟県両津港（両津港防波堤東端）
- 両津港北防波堤灯台 新潟県両津港（北防波堤外端）
- 鷲崎港東防波堤灯台 新潟県佐渡市（鷲崎港東防波堤外端）

## 照射灯
- 台ケ鼻ヘタノエグリ照射灯 新潟県佐渡市（台ケ鼻灯台）
- 入埼沖ノ御子岩照射灯 新潟県佐渡市（入埼灯台）

## 灯標
- 一里島灯標 新潟県佐渡市（一里島）
- 出雲崎港灯標 出雲崎港防波堤灯台（新潟県三島郡出雲崎町）の北西方約400メートル

## 橋梁灯
- 柳都大橋橋梁灯（L1灯） 新潟県新潟港西区（柳都大橋北東側面左側端）
- 柳都大橋橋梁灯（L2灯） 新潟県新潟港西区（柳都大橋南西側面左側端）
- 柳都大橋橋梁灯（R1灯） 柳都大橋橋梁灯（L1灯）の北西方約30メートル
- 柳都大橋橋梁灯（R2灯） 柳都大橋橋梁灯（L2灯）の北西方約30メートル

## 橋梁標
- 柳都大橋橋梁標（L1標） 新潟県新潟港西区（柳都大橋北東側面左側端）
- 柳都大橋橋梁標（L2標） 新潟県新潟港西区（柳都大橋南西側面左側端）
- 柳都大橋橋梁標（R1標） 柳都大橋橋梁標（L1標）の北西方約30メートル
- 柳都大橋橋梁標（R2標） 柳都大橋橋梁標（L2標）の北西方約30メートル

## 導標
- 新潟港東区日本海エル・エヌ・ジー導標（前標） 新潟県新潟港東区（東防波堤灯台の東南東方約75メートル）
- 新潟港東区日本海エル・エヌ・ジー導標（後標） 新潟県新潟港東区（前標の南南西方約162メートル）

## 塔灯
- 岩船港沖石油掘削塔灯 岩船港灯台（新潟県村上市）の南西方約10キロメートル
- 聖籠沖石油掘削塔灯 新潟港東区西防波堤灯台（新潟県新潟港東区）の北西方約6.2キロメートル
- 新潟港外港波浪観測塔灯 新潟県新潟港外港（新潟港西区西突堤灯台の北東方約7.2キロメートル）

## その他
- 新潟港東区東3号シーバース灯 新潟県新潟港東区（新潟港東区第二東防波堤灯台の南西方約1.7キロメートル）
- 大乗寺瀬立標 新潟県佐渡市（大乗寺瀬）
- 弾埼無線方位信号所 新潟県佐渡市（弾埼）
- 柏崎沖石油掘削施設灯 米山埼灯台（新潟県柏崎市）の北北西方約16キロメートル